# 4D-film

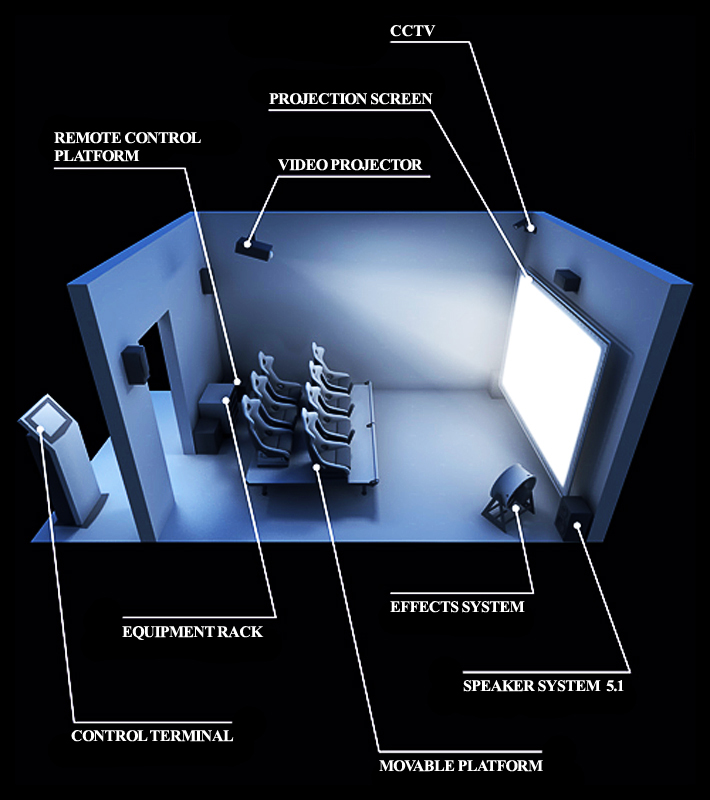
Voorstelling van een filmzaal voor 4D-films

Een 4D-film is een entertainmentsysteem waarbij een film gecombineerd wordt met één of meer fysieke effecten. Als er meerdere effecten worden toegevoegd wordt soms van een 5D-, 6D-, of 7D-film gesproken.

## Beschrijving
Bij een 4D-film wordt er een meestal stereoscopische film afgespeeld en zijn er tegelijkertijd fysieke effecten in het theater, die optreden in synchronisatie met de film. Vanwege de hoge kosten van de fysieke effecten, worden 4D-films meestal alleen gepresenteerd op speciale locaties zoals in een pretpark of grote bioscoop.
Veelvoorkomende effecten die gesimuleerd worden in 4D-films, zijn regen, wind, geuren, alarmlichten en lichte bewegingen van de stoelen. De getoonde films zijn vaak van een spectaculair type. Wordt de opname gemaakt uit een achtbaan, dan bewegen de stoelen van de toeschouwers ook en voelen ze de wind. Rijdt de camera het water in, dan krijgen de toeschouwers water in hun gezicht.

## Locaties

### Filmzalen
In Zuid-Korea hebben sommige gewone bioscopen de mogelijkheid om een 4D-film te vertonen, maar dit wordt veelal beperkt tot de 'topfilms', waaronder Avatar. De eerste twee bioscopen in Nederland die een 4D-filmzaal hebben zijn Pathé de Munt in Amsterdam en Pathé de Kuip in Rotterdam.

### Attractieparken
In een aantal attractieparken zijn filmzalen te vinden die 4D-films tonen. Zo staan er in attractieparken uit de BeNeLux 4D-films in de attractieparken Efteling (Fabula), Dolfinarium Harderwijk, en Walibi Belgium (W.A.B Cinema 4D).